# Patrizia Cavalli
Pour les articles homonymes, voir Cavalli.
Patrizia Cavalli, née le 17 avril 1947 à Todi (Ombrie) et morte à Rome (Latium) le 21 juin 2022, est une poétesse italienne.

## Biographie
Patrizia Cavalli a soutenu une thèse consacrée à l'esthétique de la musique. Poétesse, elle est également traductrice, notamment de Molière et Shakespeare. Depuis 1968, elle vit à Rome.
En 1999, elle obtient le prix Viareggio poésie pour Sempre aperto teatro et, en 2006, le prix international de poésie Pier Paolo Pasolini. Prix Betocchi - Città di Firenze 2017. 

## Œuvres
- Le mie poesie non cambieranno il mondo, Einaudi, 1974.
  - trad. Mes poèmes ne changeront pas le monde, traduction par Danièle Faugeras et Pascale Janot, éditions des femmes, 2007.
- Il cielo, Einaudi, 1981.
- Poesie 1974-1992, Einaudi, 1992.
  - trad. Poésie 1974-1992, Lucie éditions, 2007.
- L'io singolare proprio mio, Einaudi, 1999.
- Sempre aperto teatro, Einaudi, 1999.
  - trad. Toujours ouvert théâtre, traduction par René de Ceccatty, Payot & Rivages, 2002.
- La Guardania, Nottetempo, 2004.
- Pigra divinità e pigra sorte, Enaudi, 2006.
- La Patria, Nottetempo, 2011.